# Saint-Amand-de-Coly
Saint-Amand-de-Coly är en kommun i departementet Dordogne i regionen Nouvelle-Aquitaine i sydvästra Frankrike. Kommunen ligger i kantonen Montignac som tillhör arrondissementet Sarlat-la-Canéda. År 2018 hade Saint-Amand-de-Coly 370 invånare.

## Befolkningsutveckling
Antalet invånare i kommunen Saint-Amand-de-Coly
Referens:INSEE